# 第5回サンフランシスコ映画批評家協会賞
第5回サンフランシスコ映画批評家協会賞は2006年の映画を対象としており、2006年12月12日に受賞者が発表された。

## 受賞一覧

### 作品賞
- 『リトル・チルドレン』(トッド・フィールド監督)

### 監督賞
- ポール・グリーングラス - 『ユナイテッド93』

### 主演男優賞
- サシャ・バロン・コーエン - 『ボラット 栄光ナル国家カザフスタンのためのアメリカ文化学習』

### 主演女優賞
- ヘレン・ミレン - 『クィーン』

### 助演男優賞
- ジャッキー・アール・ヘイリー - 『リトル・チルドレン』

### 助演女優賞
- アドリアナ・バラッザ - 『バベル』

### オリジナル脚本賞
- ライアン・ジョンソン - 『BRICK ブリック』

### 脚色賞
- トッド・フィールド、トム・ペロッタ - 『リトル・チルドレン』

### 外国語映画賞
- 『パンズ・ラビリンス』 メキシコ スペイン アメリカ合衆国

### ドキュメンタリー映画賞
- 『不都合な真実』

### マーロン・リッグス賞
- ステファン・サーモンズ

### 特別賞
- The Death of Mr. Lazarescu

## 参考
1. ↑  “2006 SAN FRANCISCO FILM CRITICS CIRCLE AWARDS”. 2014年1月30日閲覧。